# 劉紅芳
劉紅芳（英語：Meaan Lau Hung Fong，1961年1月16日—）香港影視女演員。

## 簡歷
劉紅芳是電視劇監製劉嘉豪的堂妹，1981年考入第十一期無綫電視藝員訓練班，同期學員有麥麗紅、區艷蓮、徐曼華等，翌年畢業後簽約成為該台藝員，那年無綫開拍《射鵰英雄傳》公開招募理想中的黃蓉一角，劉紅芳有份試鏡是最後進入六強之一 
，其後發展不如意於84年轉投亞洲電視頗受重用，86年約滿後不再續約以自由身接拍錄影帶劇集及往台灣發展，90年加盟澳門電視台並將名字改為劉虹君。

## 演出作品

### 無綫電視
| 年份   | 劇名           | 角色               |
| 1982年 | 花艇小英雄     | 花艇姑娘           |
| 1982年 | 香城浪子       | 賓客 / 舊生 / 秘書 |
| 1982年 | 錯結良緣       | 阿玲               |
| 1982年 | 萬水千山總是情 | 職員               |
| 1982年 | 痴情劫         |                    |
| 1983年 | 播音人         |                    |
| 1983年 | 自成一格       |                    |
| 1983年 | 豹子膽         | 阿蓮               |
| 1983年 | 鴨仔里春光     |                    |
| 1983年 | 警花出更       |                    |
| 1983年 | 北斗雙雄       |                    |
| 1983年 | 勇者福星       | 阿美               |
| 1983年 | 神鵰俠侶       | 冬梅               |
| 1984年 | 超越愛情線     |                    |
| 1984年 | 鹿鼎記         |                    |

### 亞洲電視
| 年份   | 劇名       | 角色                 |
| 1984年 | 武則天     | 上官婉兒             |
| 1984年 | 雲海玉弓緣 | 李沁梅               |
| 1985年 | 八仙過海   | 狐仙秀秀             |
| 1985年 | 靈界邊緣人 | 李淑賢               |
| 1985年 | 天涯明月刀 | 倪慧                 |
| 1985年 | 三世人     | 迎風 / 曉風 / 司馬風 |
| 1985年 | 捉鬼奇兵   | 倩女                 |

### 香港電台
- 1991年《性本善：女大不中留》

### 台劇
- 1991年《戲說乾隆》（中視）飾 恕妃

### 內地劇
- 1997年《大家族》

### 錄影帶劇集
- 1987年《柔情似水劍如虹》（銀鳳影業製作，1991年6月13日亞洲電視本港台首播（13:00-14:00））

### 電影
- 1983年《怒拔太陽旗》
- 1984年《愛情麥芽糖》
- 1985年《小妞罩不住》
- 1985年《拍檔闖情關》飾 岑黛玉
- 1985年《妙探孖寶》
- 1988年《殭屍復活》飾 余蘭
- 1988年《殭屍鬥巫師》飾 余蘭
- 1989年《獵魔群英》
- 1994年《香港愛的故事之情人》
- 1995年《告別有情天》
- 2001年《15歲半》

### 電視節目
- 1982年《歡樂今宵》

### 音樂錄像MV
- 鄭少秋《情未了》

## 外部連結
- 劉紅芳在香港影庫上的簡介